# Beväpna er
Beväpna er är en låt av det svenska punkrockbandet Ebba Grön som släpptes på skiva första gången på albumet We're Only in It for the Drugs år 1979.
I texten uttrycks kraftigt negativa känslor mot tidigare och nuvarande medlemmar av svenska kungahuset samt sångerskan Zarah Leander. Det nämns i texten tydliga referenser till avrättningsformen känd som nackskott med frasen "...dom tål lite bly i nackarna". Låten är med på Ebba Gröns samlingsalbum Ebba Grön 1978-1982 men det är den enda låten vars text inte är publicerad i det medföljande texthäftet.[källa behövs]
Skitsystem har gjort en cover på låten, vilken utgavs som 7"-singel 2011.

### Fotnoter
1. ↑  ”We're Only in It for the Drugs”. Discogs.com. http://www.discogs.com/Ebba-Gr%C3%B6n-Were-Only-In-It-For-The-Drugs/master/26552. Läst 28 augusti 2012.
2. ↑  ”"Beväpna er"”. Discogs.com. http://www.discogs.com/Skitsystem-Bev%C3%A4pna-Er/master/391818. Läst 28 augusti 2012.